# وضعیت امور (فلسفه)
در فلسفه، یک وضع امور (به انگلیسی: state of affairs؛ به آلمانی: Sachverhalt)، که به عنوان موقعیت (situation) نیز شناخته می شود، وضعیتیست که جهان واقع ( the actual world) باید داشته باشد تا یک گزاره (proposition) مورد نظر درباره جهان واقع را صادق کند. به عبارت دیگر، یک وضعیت امور (موقعیت) یک صدق‌ساز (truth-maker) است، در حالی که یک گزاره یک صدق‌بَر (truthbearers) است. در حالی که اوضاع امور قابل حصول (obtainable) و یا غیر قابل حصول هستند، گزاره ها یا درست هستند یا نادرست.
دیوید مالت آرمسترانگ به دلیل دفاع از واقعیت گرایی (factualism) شناخته شده است، دیدگاهی که مطابق آن جهان جهانی از واقعیت هاست و نه جهانی از اشیاء.

## بررسی اجمالی
بنابر خوانشی از «اوضاع امور» که مورد علاقه ارنست سوساست، اوضاع امور شرایطی وضعیتی (situational conditions) هستند. در واقع، در دیکشنری فلسفه کمربیج، سوسا یک شرط را به عنوان یک وضع امور می داند، «وضعیتی که چیزها آنگونه اند که در واقع هستند» یا یک موقعیت و یا وضعیت که معمولاً بواسطه نامگذاری (nominalization) جملات انجام می شود. عبارت «سفیدی برف» که به شرط سفید بودن برف اشاره دارد، نامگذاری جمله «برف سفید است» می باشد. «صدق این گزاره که برف سفید است» خود نامگذاری جمله ی «گزاره ای که می گوید که برف سفید است صادق است» است. سفیدی برف شرط لازم و کافی برای صدق این گذاره است که بر سفید است. شرایط را از این نظر می توان وضعیتی نامید.
معمولاً ضرورت و کفایت شرایطی همنوع را به هم ارتباط می دهند. حیوان بودن شرط وضعیتی لازمی برای سگ بودن است. حیوان بودن فیدو شرط وضعیتی لازمی برای سگ بودن فیدو است.

## یادداشت
1. ↑  Padilla Gálvez, Jesús (2021). State of Affairs. Reconstructing the Controversy over Sachverhalt. Philosophia Verlag.
2. ↑  Stanford Encyclopedia of Philosophy Online
3. ↑  David Armstrong, A World of States of Affairs, Cambridge University Press, 1997, p. 1.
4. ↑  Ernest Sosa, 1999. "Condition". Cambridge Dictionary of Philosophy. R.Audi, Ed. Cambridge: Cambridge UP. p. 171.